# Escaro
Escaro (catalansk: Escaró) er en by og kommune i departementet Pyrénées-Orientales i Sydfrankrig.

## Geografi
Escaro ligger 64 km vest for Perpignan. Nærmeste byer er mod nord Serdinya (9 km) og mod øst Sahorre (8 km).

## Demografi

### Udvikling i folketal
| 1962                                                              | 1968 | 1975 | 1982 | 1990 | 1999 | 2007 | 2011 | 2017 |
| ----------------------------------------------------------------- | ---- | ---- | ---- | ---- | ---- | ---- | ---- | ---- |
| 315                                                               | 164  | 92   | 85   | 102  | 84   | 89   | 117  | 106  |
| Tal fra og med 1962 er uden dobbelttælling (sans doubles comptes) |      |      |      |      |      |      |      |      |